# Loge Sint Lodewijk
St. Lodewijk is de oudste nog werkzame vrijmetselaarsloge van Nijmegen, opgericht op 21 maart 1752. Als nummer 3 is de loge ook een van de oudste van Nederland en behoort zij tot de zogenaamde loges fondatrices. Dit zijn de twaalf oorspronkelijke loges die de Orde van Vrijmetselaren onder het Grootoosten der Nederlanden op 26 december 1756 hebben opgericht. Naast de wekelijkse vrijmetselaarsactiviteiten organiseren zij ook een aantal keren per jaar de zogenaamde 'Lodewijk Lezing'. Deze lezing wordt door verschillende deskundigen gegeven met als doel maatschappelijk thema's te verduidelijken en verdiepen, waarna er - in de geest van de vrijmetselarij - gelegenheid is om indrukken met elkaar te vergelijken.

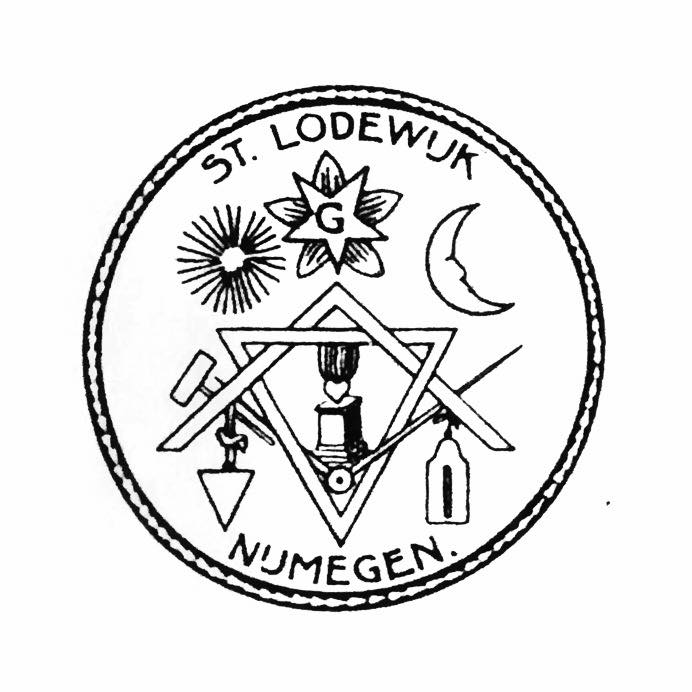
Voormalig zegel van loge St. Lodewijk

## Geschiedenis
In Den Haag werd in 1734 de eerste Nederlandse loge gesticht, die na enige naamsveranderingen nu nog als L'Union Royale met het volgnummer 1 bestaat. In Amsterdam volgt dan de tweede loge met de naam De La Piax, die in 1754 wordt veranderd in La Bien Aimée, met als volgnummer 2. Daarna zijn er in Nijmegen diverse ambulante en plaatsgebonden loges gesticht, waaronder La Concorde, L'Amitié, L'Esprit du Corps, L'Union Helvétique, Semper Idem, Tempérides en Les Amis Réunis. Zij zijn allemaal weer verdwenen. De loge St. Lodewijk moet dus eerder hebben bestaan, maar zij wordt definitief opgericht op 21 maart 1752. Daardoor heeft zij in de loop van haar bestaan diverse volgnummers gehad, maar heeft uiteindelijk het volgnummer 3 toegewezen gekregen. Hoeveel eerder de loge was gesticht, kan niet met zekerheid worden gezegd, want het oudst bewaarde notulenboek stamt slechts uit 1785. In een archiefstuk van 11 maart 1757 over de loge, wordt in ieder geval in de toegevoegde presentielijst melding gemaakt van Ludwig Frederik van Saksen-Hildburghausen. Hij hield op 29 september 1749, als militair-gouverneur van de stad Nijmegen zijn intocht binnen de veste.
De loge St. Lodewijk is vernoemd naar Ludwig omdat hij de grondlegger en eerste Voorzittend Meester van de loge is geweest. Vanwege zijn positie zag hij zijn naam liever niet genoemd met betrekking tot de vrijmetselarij in het algemeen en tot de Nijmeegse loge in het bijzonder. Het waren immers vrijdenkers die hun eigen inzichten en benaderingswijzen aanhielden en daardoor door de Rooms-Katholieke Kerk en veel overheden als bedreigend werden beschouwd. De openbare aandacht moest worden afgeleid van het feit dat deze loge zijn naam droeg. Dit betekende zonder meer dat de logenaam bemanteld moest worden en wel zodanig dat Ludwig niet direct ermee in verband zou kunnen worden gebracht. Vandaar dat het predicaat 'Sint' werd toegevoegd. Deze toevoeging was overigens niet geheel ongebruikelijk, want de Amsterdamse loge Willem Fredrik, noemde zich voorafgaand aan 1813 ook 'Sint Napoleon'. Daarnaast is de aanduiding 'Sint' binnen de vrijmetselarij veelvoorkomend, want zij vieren hun hoogtijdagen met de zogenaamde 'Winter St. Jan' en de 'Zomer St. Jan'.
De loge St. Lodewijk is overigens niet onafgebroken actief geweest. De eerste arbeidsperiode heeft geduurd tot 1774. Na een rustperiode, die tot 1785 heeft geduurd, werd zij voor de tweede maal opgericht. Dit omdat in die tijd een ambulante loge L'Esprit du Corps in Nijmegen actief was, waar alleen officieren lid van konden worden. Daartoe werd deze 'tweede' loge opgericht met het devies per ardua ad astra. Op haar beurt heeft deze 'tweede' St. Lodewijk tot net voor de stichting van het Bataafsch Gemeenebest in 1800 gewerkt. Met zekerheid is achterhaald dat in de vergadering van de Grootloge van 4 juni 1786 werd besloten een constitutiebrief aan de loge te verlenen, maar deze is verloren gegaan. Het afgeven van een constitutiebrief geeft de desbetreffende loge het recht om op een reguliere wijze haar arbeid te verrichten. Er is een verklaring in het bezit van de loge waarin de oorspronkelijke brief van 1786 wordt autoriseert. Ook van deze verklaring is slechts een fotokopie aanwezig, omdat het origineel eveneens verloren is gegaan. Verder zijn er aanwijzingen dat er een vroegere constitutiebrief moet zijn afgegeven. Want uit de notulen die betrekking hebben op de aanvraag in 1786 bleek dat men kennis moet hebben gehad van een vorige constitutiebrief, die op naam van Ludwig zou zijn verleend. Ook dit document is niet meer aanwezig. In 1843 werd voor de derde maal de loge St. Lodewijk opgericht en deze 'derde' loge is momenteel nog steeds werkzaam, maar ook hier is geen constitutiebrief meer van.
Het devies van de loge is de Latijnse spreuk credimus et laboramus, waarvan de Nederlandse betekenis is: wij geloven en arbeiden.

## Huisvesting

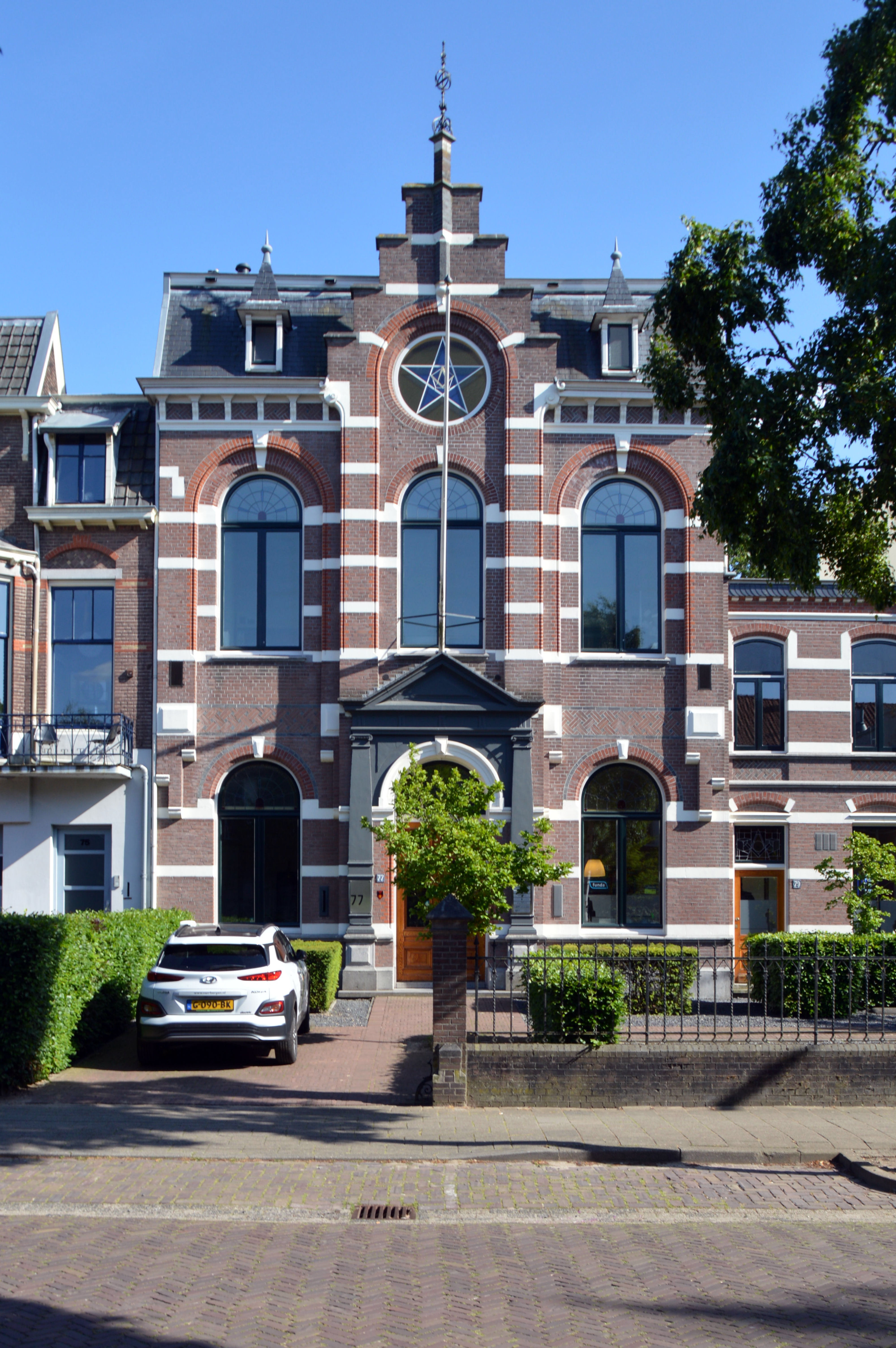
Waldeck Pyrmontsingel 77

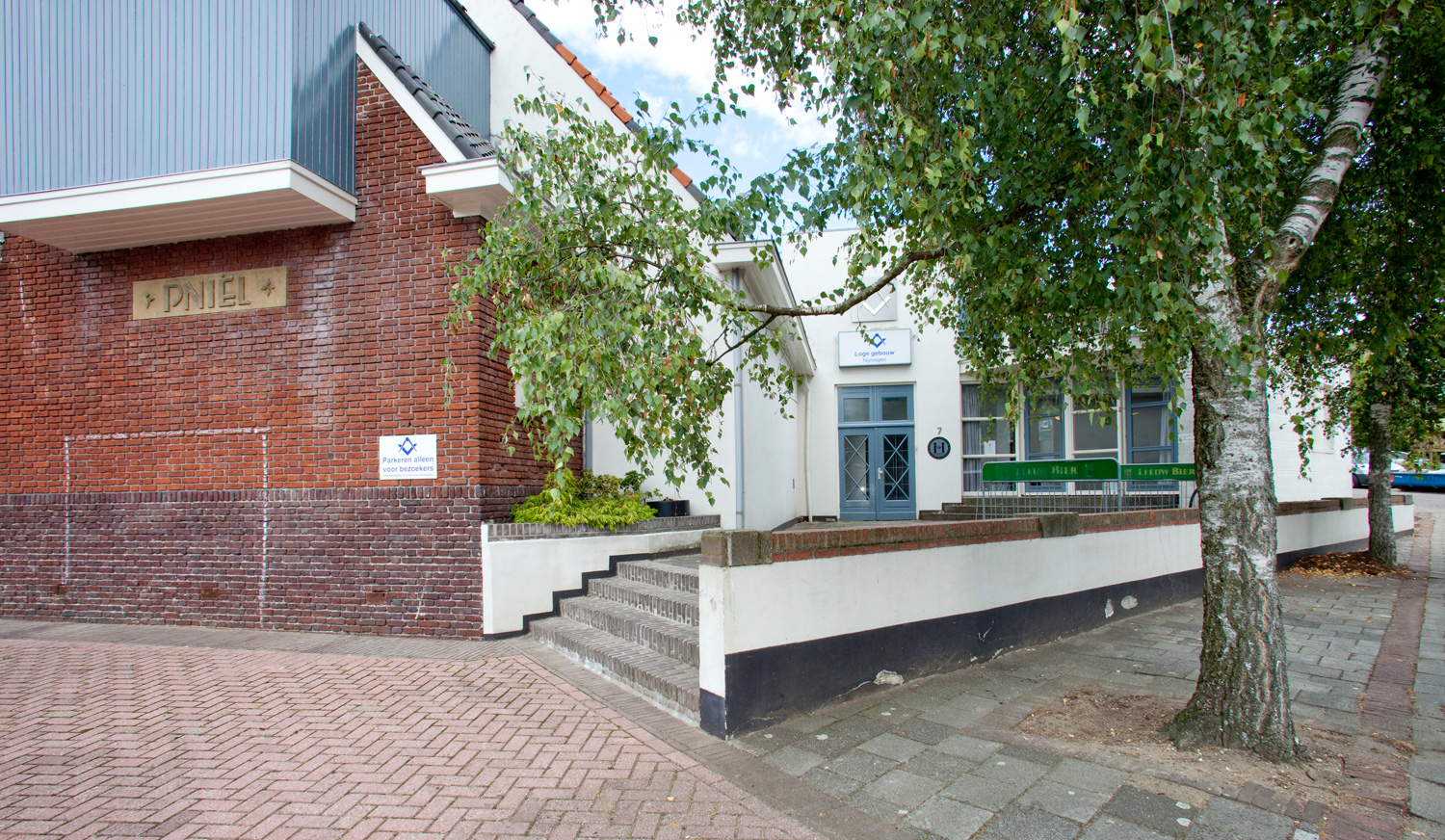
Logegebouw aan de Fortstraat 7

Het eerste gebouw voor de Nijmeegse loge werd ontworpen door stadsarchitect Pieter van der Kemp en stond aan de Muchterstraat 19. Dit gebouw is in gebruik geweest van 1878 tot 1899. In dit laatste jaar verpauperde de buurt ten gevolge van de ontmanteling van vestingwerken. 
Het nieuwe logegebouw werd ontworpen door Wilhelmus Johannes Maurits en staat aan de Waldeck Pyrmontsingel 77. Dit gebouw werd in een egyptiserende stijl ingericht. Deze vorm kwam veel voor in Brussel en om inspiratie op te doen werden er verschillende excursies naar het zuiden ondernomen. Dit gebouw is in 1977 verkocht en ten slotte in 1990 verlaten. Sint Lodewijk neemt dan haar intrek in de doopsgezinde en remonstrantse kerk aan de Professor Regoutstraat 23. In 2007 werd het voormalige Steigertheater aan de Fortstraat 7 aangekocht.

## Vooraanstaande (ere)leden
Enkele bekende Nederlanders en Nijmegenaren waren lid van de loge St. Lodewijk.
- François Pierre Bijleveld, burgemeester van Nijmegen en Tweede Kamerlid.[1]
- Justinus van der Brugghen, Tweede Kamerlid en minister van Justitie.
- Pierre Dobbelmann, Eerste Kamerlid.
- Pieter van der Kemp, stadsarchitect van Nijmegen.
- Cornelis Krayenhoff, natuurkundige, arts, generaal, waterbouwkundige, cartograaf en minister van Oorlog.
- Wilhelmus Johannes Maurits, architect.
- Robert Noorduyn, vliegtuigbouwer.
- Jacob van Rees, hoogleraar histologie aan de Universiteit van Amsterdam.
- Jan Jacob Weve, ingenieur en architect.
- Albartus Gerhardus Wijers, burgemeester van Amersfoort.

## Lidmaatschap
Voor het lidmaatschap van de loge is de toelating als lid van de Orde van Vrijmetselaren onder het Grootoosten der Nederlanden vereist, omdat het lidmaatschap van de loge samenvalt met het lidmaatschap van de Orde van Vrijmetselaren. Men wordt daadwerkelijk lid van de loge door een inwijding of door overschrijving van een andere loge. Als iemand lid wil worden moet hij de beginselverklaring van de Orde van harte kunnen onderschrijven, maar verder zijn er geen beperkingen aan het lidmaatschap.
Eens per jaar organiseert de Loge Sint Lodewijk tijdens Open Monumentendag een open dag voor belangstellenden.